# Lycopus rubropictus
Lycopus rubropictus là một loài nhện trong họ Thomisidae.
Loài này thuộc chi Lycopus. Lycopus rubropictus được miêu tả năm 1896 bởi Workman.